# Piliocolobus kirkii
Vous lisez un « article de qualité » labellisé en 2012.
Colobe roux de Zanzibar, Colobe bai de Kirk
Espèce
Statut de conservation UICN

 EN B1ab(i,ii,iii,v)+2ab(i,ii,iii,v) : En danger
  
Statut CITES
Le Colobe roux de Zanzibar, Piliocolobus kirkii, ou Colobe bai de Kirk, est une espèce de primates, originaire de l'archipel de Zanzibar sur la côte de la Tanzanie. 
Les adultes ont le pelage du ventre blanc, le dos roux et la face et les pattes noires. C'est une espèce sociale formant des groupes comptant quelques dizaines d'individus. Les singes communiquent entre eux par cris, pour signaler une menace ou montrer leur dominance. Le Colobe roux de Zanzibar a un régime alimentaire essentiellement folivore, et consomme de jeunes pousses des arbres de son habitat, comme les badamiers. Les femelles font un ou deux petits tous les deux ans, après six mois de gestation.
Le Colobe roux de Zanzibar habite principalement la moitié sud d'Unguja, l'île principale de l'archipel, mais on en trouve aussi dans les îles environnantes. Il apprécie les zones sèches, mais aussi les mangroves selon les régions, et ne craint pas de s'approcher des zones d'habitation humaines pour bénéficier des ressources des terres agricoles. Reconnue comme espèce menacée, sa population décroit mais étant donné son aire de répartition restreinte, les scientifiques tentent de mettre en place avec l'aide de gouvernements locaux des stratégies de protection de la population et de ses habitats, ainsi que quelques plans de réintroduction. Seule la moitié de la population vit dans des aires protégées.

## Description

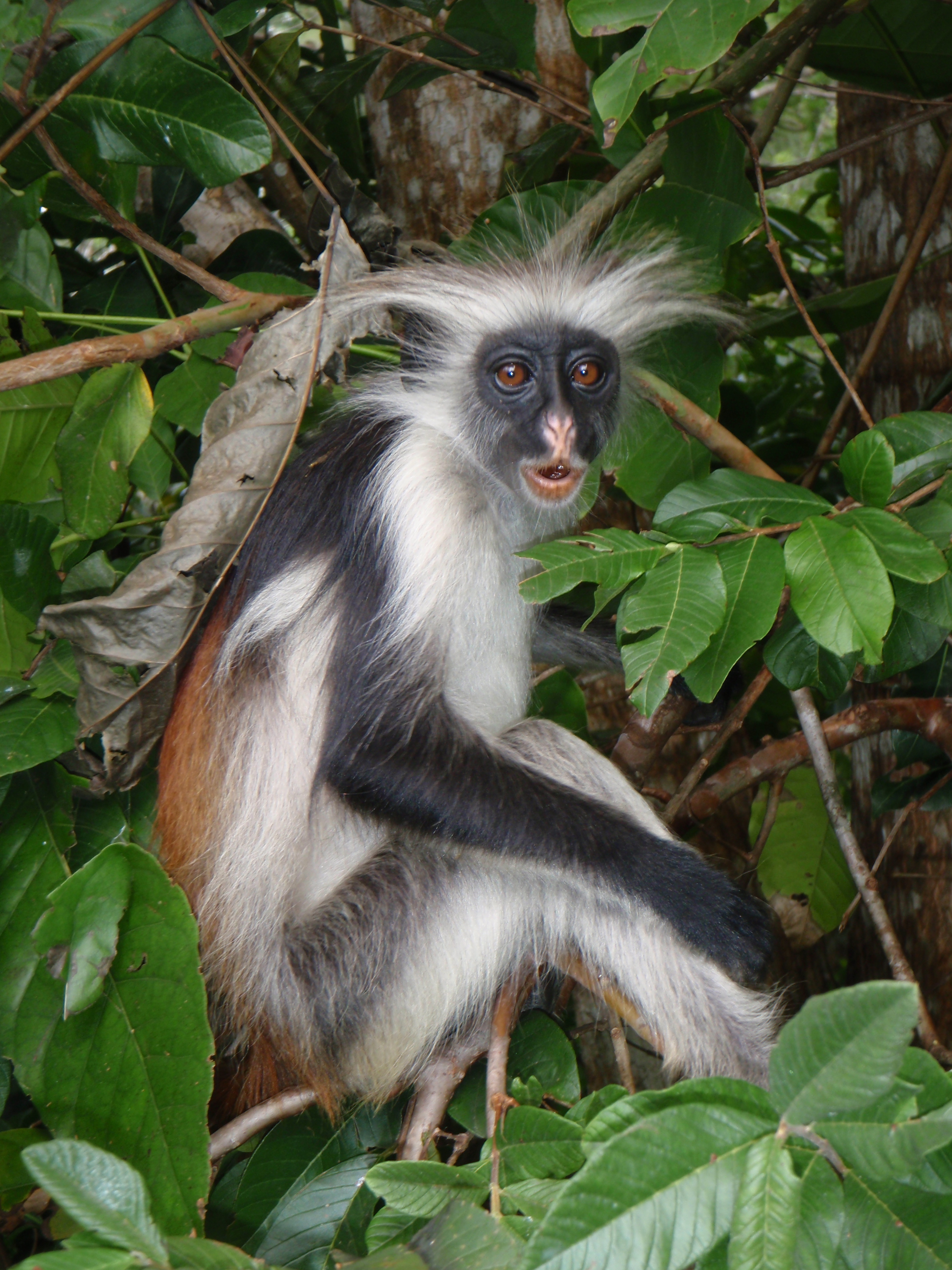
Colobe roux.

Le pelage de ce cercopithécidé se compose majoritairement de trois couleurs. Une bande noire court le long des épaules et des bras ; le ventre et le dessous des membres sont blancs. Son visage noir est couronné de longs poils blancs et présente une marque rose sur le nez et les lèvres. Le Colobe roux de Zanzibar a une longue queue non préhensile qu'il utilise uniquement pour maintenir son équilibre lors de ses déplacements dans la canopée. Le dimorphisme sexuel est peu marqué dans cette espèce, la taille et la couleur du corps des femelles ne différant presque pas de celles des mâles. Dans les groupes, les femelles sont généralement plus nombreuses que les mâles. Les traits du visage permettent de différencier facilement les individus au sein d'un groupe. Ces singes ont de petits crânes et la forme de leur corps est plutôt arrondie. Les mâles peuvent peser plus de douze kilogrammes et les femelles plus de dix.
Le mot « colobe » est un dérivé du mot grec signifiant « mutilé » car, contrairement aux autres singes, ces singes n'ont pas de pouce opposable et leurs mains ne sont donc pas préhensiles. Leurs quatre longs doigts leur servent de crochet afin de s'accrocher facilement aux branches des arbres.
À cause de la forte odeur corporelle des Colobes roux de Zanzibar, les habitants de l'île les ont surnommés kima punju, qui veut dire « singe poison » en swahili. Ceci a induit une mauvaise image des locaux qui pensent parfois que ce singe est maléfique et qu'il tue les arbres sur lesquels il vit.

## Écologie et comportement

### Comportement social et communication
Les groupes se composent en général de quatre mâles adultes et de nombreuses femelles ; le ratio habituel est d'un mâle pour deux femelles. Les jeunes de différents âges sont aussi présents dans le groupe. Le nombre de singes peut varier de 30 à 50 individus. L'espèce est très sociale et les singes peuvent être observés jouant et se toilettant pendant les périodes de repos entre les repas. À l'inverse des femelles, les groupes de mâles sont très soudés, n'hésitant pas à défendre ensemble leur groupe et même à se toiletter entre eux.

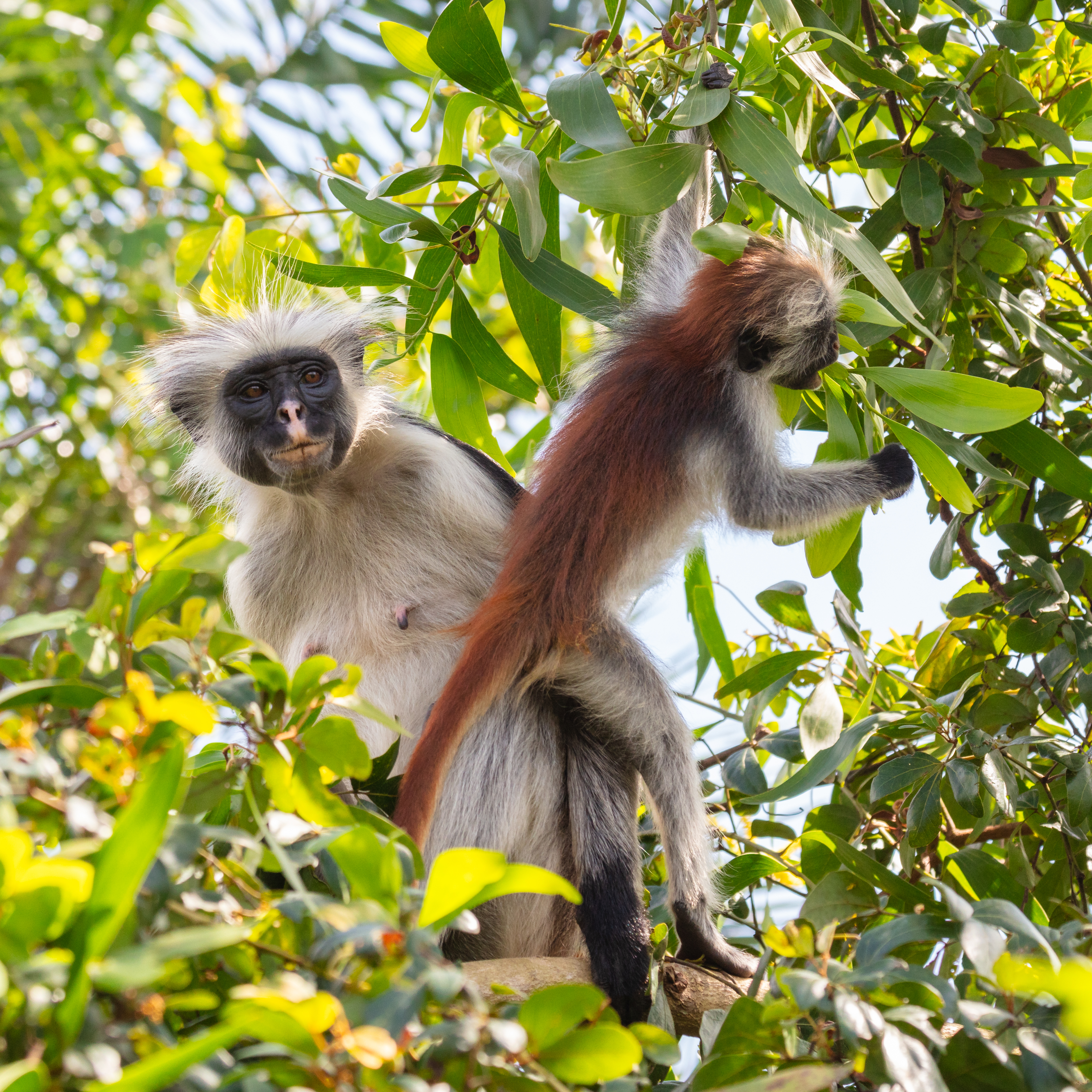
Une femelle et son petit.

Comparé aux autres membres de la sous-famille des Colobinae, les espèces du genre Piliocolobus ont un larynx plus petit. Ainsi, contrairement au cri grave des mâles des espèces de colobes noirs et blancs, le cri des mâles Procolobus kirkii est plus alto ou soprano. N'étant pas un animal territorial, le Colobe roux de Zanzibar ne produit pas de forts cris d'intimidation. Parmi les cris de détresse et d'alarme on compte un aboiement, un son en « chist » et un en « wheet ». Les cris les plus forts se font entendre lorsque le mâle exprime sa dominance sur le groupe ou lorsqu'il vérifie le statut sexuel de ses femelles.
Dans la forêt de Jozani, le cri le plus souvent entendu est le « signal d'alerte » qui dérive du cri de déplacement. Ainsi des grognements sont émis par les singes lorsqu'ils perçoivent un changement climatique ou la présence d'un animal près du groupe. Par ailleurs, chez les animaux arboricoles, deux types de signaux existent, permettant de prévenir si le danger vient du sol ou du ciel. Cependant, l'absence de rapaces à Zanzibar justifie l'absence de cris signalant un danger aérien. Néanmoins, les jeunes, plus petits et plus vulnérables, peuvent souvent émettre ce type de cri lorsqu'ils voient des ombres.
Le colobe roux de Zanzibar étant très social, il possède un cri qu'il pousse lorsqu'il se trouve seul pendant un long moment et qu'il se sent menacé ou vulnérable. La plupart du temps, ce cri est poussé par les jeunes mais, lorsqu'ils en sentent la nécessité, les adultes l'utilisent aussi.

### Alimentation

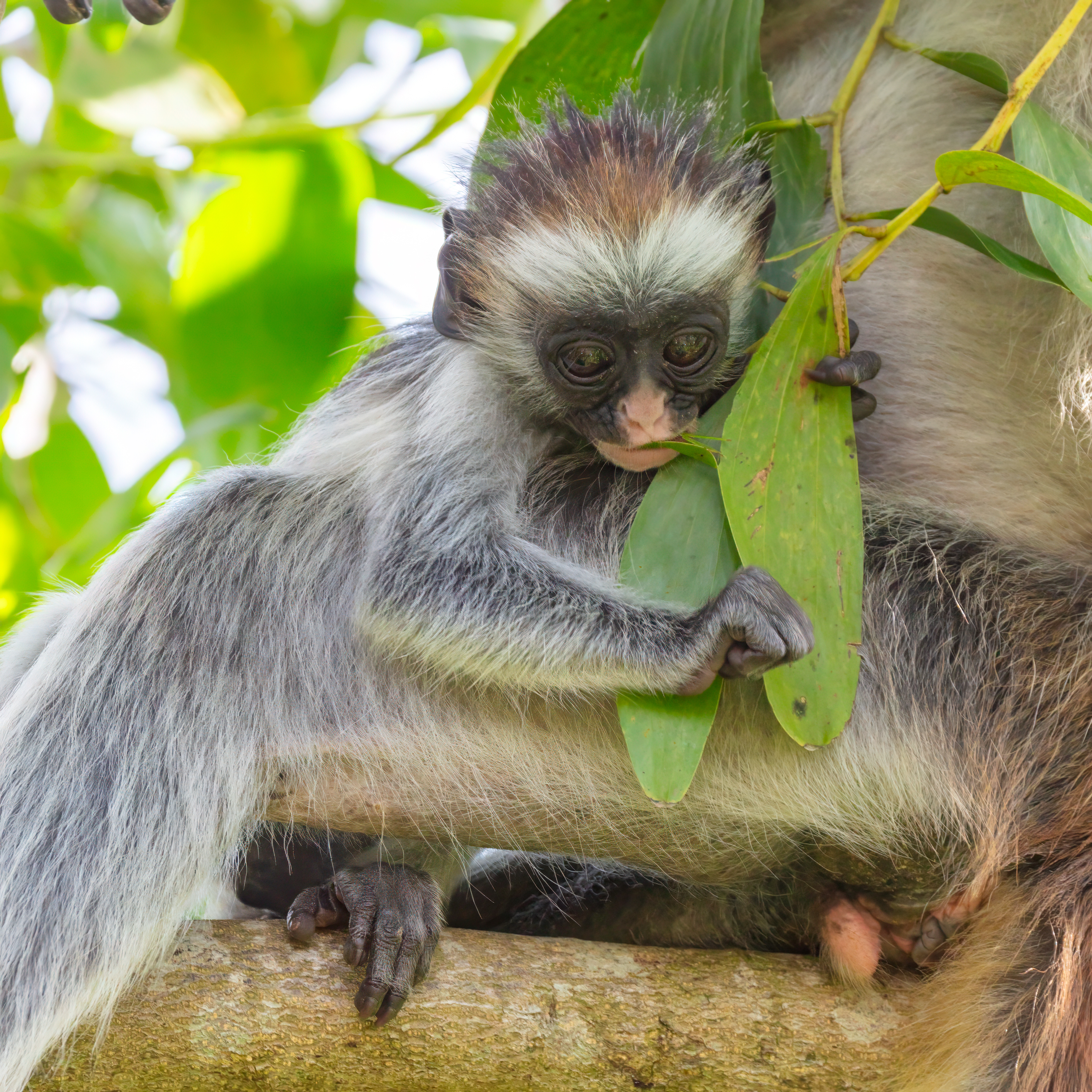
Individu consommant une jeune pousse.

L'alimentation est une activité de groupe qui commence tôt le matin et se poursuit pendant les parties fraîches de la journée. Les mâles poussent de bruyants cris lorsqu'il est temps pour le groupe de se déplacer vers un autre arbre pour se nourrir.
Cette espèce est principalement folivore et les feuilles consommées sont en général de jeunes pousses. Les Colobes roux de Zanzibar mangent également des graines, des fleurs et des fruits non mûrs. Étonnamment, il peut leur arriver de consommer de l'écorce, du bois mort ou même de la terre ; la consommation du cycadophyte Encephalartos hildebrandtii a également été observée. Le colobe roux est l'une des rares espèces qui ne consomme pas de fruits mûrs. En effet, il a un estomac sacculé, divisé en quatre poches spécialement adaptées à la dégradation des matières végétales, mais il ne peut digérer les sucres contenus dans les fruits mûrs. Consommant de jeunes pousses, cette espèce ingère parfois du charbon, dont on pense qu'il aide à la digestion des toxines (probablement des composés phénoliques) que l'on retrouve dans les jeunes pousses des badamiers ou des manguiers. Cette consommation de charbon est un comportement probablement enseigné par la femelle à sa progéniture. Il est également à noter que toutes les populations de colobes roux ne s'adonnent pas à cette pratique. En effet, seuls certains groupes consommant des feuillages plus exotiques sont concernés.
Puisque certaines populations se nourrissent beaucoup dans les mangroves, elles consommes plus de chlorure de sodium que les autres. À cause de cela, elles ont été observées en train de lécher des feuilles ou de boire de l'eau en rétention dans certains arbres. Ce comportement montre les capacités d'adaptation de cette espèce aux nouvelles conditions environnementales et écologiques. Pendant la saison sèche, un des aliments de base du colobe roux, le badamier, perd ses feuilles. Cela oblige parfois les singes à sortir des limites de réserves naturelles pour se nourrir et les expose à de nombreux dangers.

### Reproduction

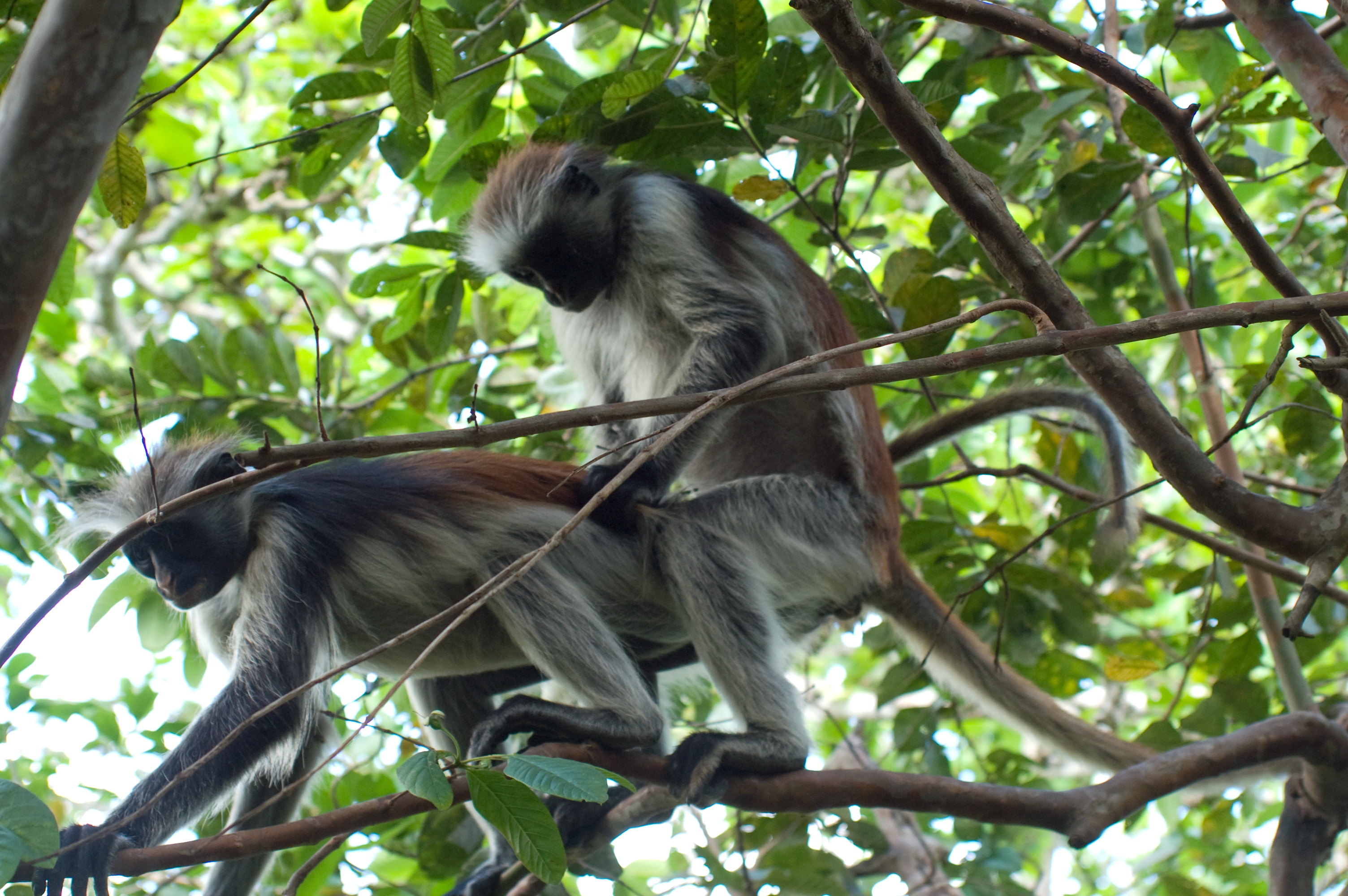
Accouplement.

Les mâles atteignent leur maturité sexuelle entre trois ans et trois ans et demi environ. Les femelles l'atteignent quant à elles vers deux ans. En chaleur elles sont facilement reconnaissables par le gonflement et la couleur rouge vif de leurs parties génitales. Ceci permet aux mâles de savoir que la femelle est prête pour l'accouplement. Par ailleurs, juste avant l'accouplement, les mâles utilisent leurs doigts pour sonder les organes génitaux des femelles. Ils reniflent ensuite la zone afin de détecter la présence d'œstrogène et de progestérone. Lorsqu'ils se sont assurés par ces méthodes que la femelle est vraiment en chaleur, l'accouplement commence.
Chez lez colobes, la gestation dure environ six mois et chaque femelle a entre un et deux nouveau-nés tous les deux ans. Les soins parentaux sont intenses et sont parfois partagés entre plusieurs femelles du groupe. 76 % de la progéniture naît entre septembre et décembre. Lorsque de nouveaux mâles rejoignent un groupe avec des nouveau-nés, des infanticides peuvent avoir lieu. Les recherches ont montré que la capacité d'expansion alimentaire, entraînée par la consommation de charbon, explique le haut taux de natalité et la haute densité des populations. D'ailleurs, le taux de natalité est supérieur au sein des populations vivant dans les mangroves car la nourriture y est plus abondante.
Il y a plus de naissances entre octobre et décembre chez les populations de l'île d'Uzi et entre janvier et février pour celles de Kiwengwa (localité se trouvant sur la partie orientale de l'île principale). La mortalité infantile est très élevée. Près de la moitié des jeunes n'atteint pas l'âge de 6 mois. Le taux de natalité a par ailleurs baissé comparativement aux populations du continent. Les intervalles entre chaque naissance ont également augmenté. Les recherches suggèrent que ceci est une conséquence des transformations de l'habitat de ces singes.

## Répartition et habitat

Répartition de Piliocolobus kirkii sur Unguja :
Présent
Éteint

Le Colobe roux de Zanzibar ne vit plus que dans trois forêts de l'archipel de Zanzibar, et se trouve essentiellement dans la moitié sud de l'île principale, Unguja. Une petite population introduite se trouve également sur Pemba ; elle y survit depuis le milieu des années 1970 mais ne semble pas viable.
Bien qu'étant une espèce majoritairement arboricole, on le retrouve parfois au sol et notamment près des zones agricoles où les singes sont habitués au contact humain. Dans le parc national Jozani Chwaka Bay, ces singes préfèrent les zones sèches, mais aiment néanmoins se retrouver dans les mangroves où la nourriture est disponible toute l'année,. Sur Uzi au contraire, ils fréquentent beaucoup la mangrove dominée par Rhizophora mucronata, où ils se trouvent 85 % du temps d'observation. La nourriture salée les force cependant à rechercher de l'eau douce. Cela pourrait faire des mangroves de la petite île un habitat particulièrement précieux, la sous-espèce temminckii du colobe bai (Piliocolobus badius) ayant aussi développé cette adaptation pour survivre.

## Systématique

### Taxinomie

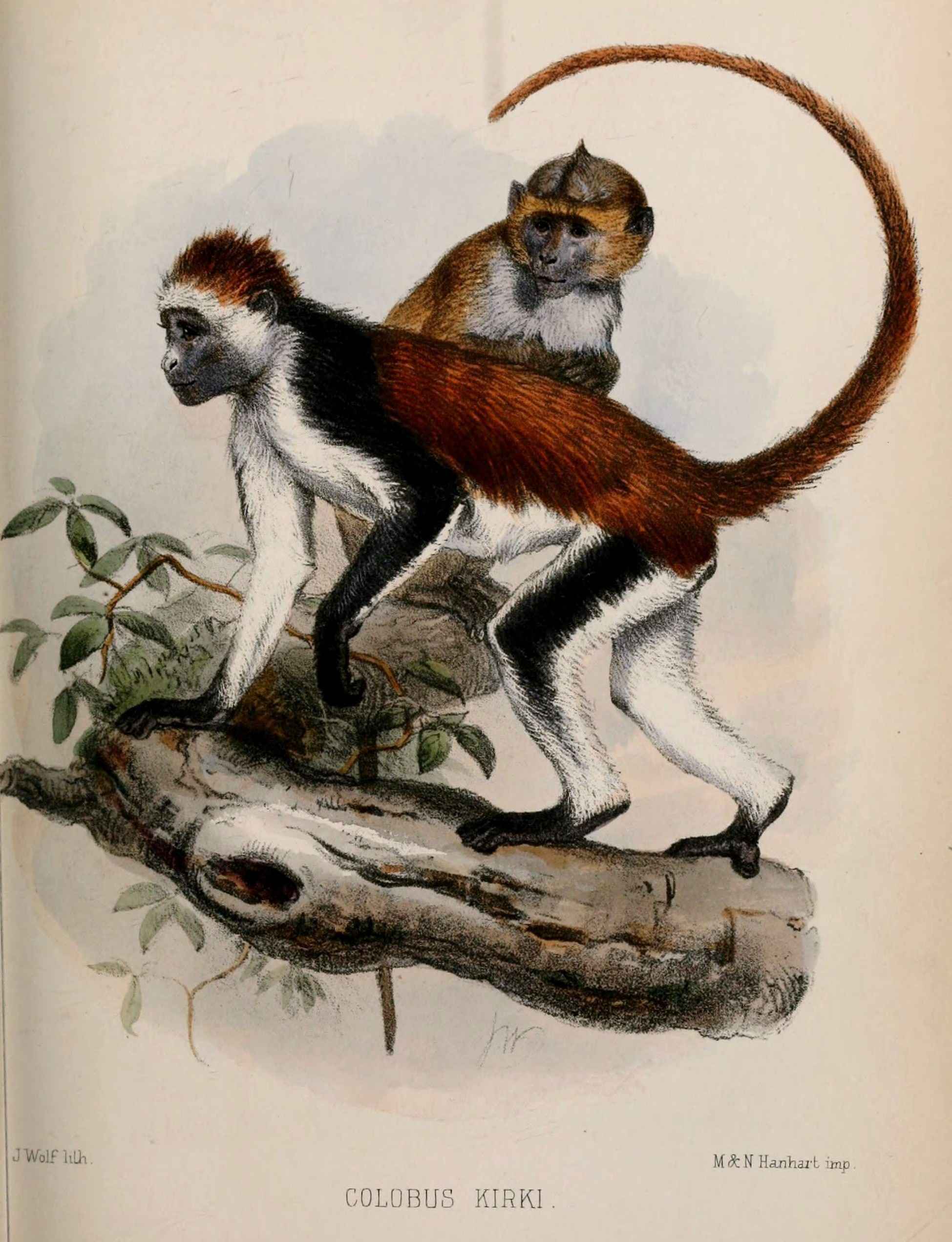
Planche ayant accompagné la description originale par J.E. Gray.

Cette espèce est décrite par John Edward Gray en 1868 sous le protonyme de Colobus kirkii, avant d'être déplacée dans le genre Procolobus puis Piliocolobus. Sa dénomination spécifique, kirkii, commémore Sir John Kirk (1832-1922), l'administrateur britannique de Zanzibar qui fut le premier à attirer l'attention de la zoologie sur cette espèce, et lui vaut son autre nom de Colobe bai de Kirk. Aucune sous-espèce n'est distinguée.

### Histoire évolutive
Il est généralement admis que la population de P. kirkii présente sur Zanzibar dérive d'une population de colobes roux s'étant retrouvée isolée sur l'île à la suite de la montée du niveau de la mer à la fin du Pléistocène. En outre, des analyses mitochondriales laissent à penser que les espèces du genre Piliocolobus étaient déjà isolées génétiquement, et ce depuis le Pliocène.
L'examen de la morphologie crânienne de Piliocolobus kirkii montre la distinction qu'a cette espèce avec les autres membres du genre Piliocolobus. Cet examen a mis en lumière une accélération significative de l'évolution morphologique de la taille crânienne. L'une des hypothèses est que cette évolution serait le résultat de l'insularité de l'espèce ainsi que des pressions environnementales (telles que la compétition, l'habitat, la prédation ou encore l'abondance des ressources) qu'elle subit. On ne peut affirmer que cette espèce a subi par le passé un goulot d'étranglement de population.
Le petit crâne de Piliocolobus kirkii (comparativement à ceux des colobes du continent) est cohérent avec la loi de Foster qui indique que l'animal rétrécit au fil du temps lorsque les ressources sont limitées,. Les mâles ont tendance à garder une certaine néoténie qui inclut notamment un visage court, de larges orbites et un neurocrâne élargi. Il n'est pas possible d'affirmer où et quand ce changement évolutif a eu lieu.
Des analyses moléculaires ont révélé que de toutes les espèces du genre Piliocolobus, P. kirkii est plus étroitement liée à Piliocolobus gordonorum. Cette analyse a aussi indiqué que la séparation entre ces deux espèces s'est produite il y a environ 600 000 ans.

## Menaces et conservation

### Statut de protection
Il y a entre 1 600 et 3 000 individus à l'état sauvage dont la moitié vivent en dehors des zones protégées,. La plus grande et importante zone de protection pour le colobe roux s'étend sur une surface de 25 km2 et se trouve au sein du Parc national Jozani Chwaka Bay. Cette zone est sur l'île principale et les individus qui s'y trouvent ont beaucoup été étudiés scientifiquement. Pourtant, les colobes ont aussi été trouvés proches de shambas (terme swahili pour « ferme ») jouxtant le parc, et il est à noter que près de ces shambas, les populations de colobes roux sont plus nombreuses que celles vivants à l'intérieur du parc. Ne vivant pas à l'intérieur de la zone protégée, ces populations sont soumises à des risques plus importants.
Sur Uzi et sur l'île Vundwe, les singes sont soumis à une destruction de leur habitat qui ne cesse d'augmenter. Les forêts à sol corallien sont les plus déforestées. En raison des déprédations de ces colobes sur les fruits de l'agriculture, on a également rapporté des cas d'empoisonnement, de capture et de disparition de singes sur ces îles.
Le Colobe roux de Zanzibar est actuellement considéré comme « Espèce en danger » (EN) sur la liste rouge de l'UICN. Le premier facteur ayant contribué à cela est une augmentation de la déforestation et donc une baisse significative des ressources pour ce singe. Il est de plus encore beaucoup chassé, aussi bien comme viande de brousse que pour son attrait comme animal de compagnie.
La Convention Africaine a mesuré la menace sur l'espèce et l'importance de sa conservation en la plaçant dans la catégorie Class A. Le document Convention Africaine sur la Conservation de la Nature et des Ressources Naturelles définit la catégorie Class A comme suit :

« Les espèces se trouvant dans la catégorie Class A devront être intégralement protégées sur tout le territoire des États contractants ; la chasse, l'abattage, la capture ou la collecte des spécimens ne seront permis que sur autorisation délivrée dans chaque cas par la plus haute autorité compétente et seulement si nécessaire dans l'intérêt national ou à des fins scientifiques. »

### Mesures mises en œuvre

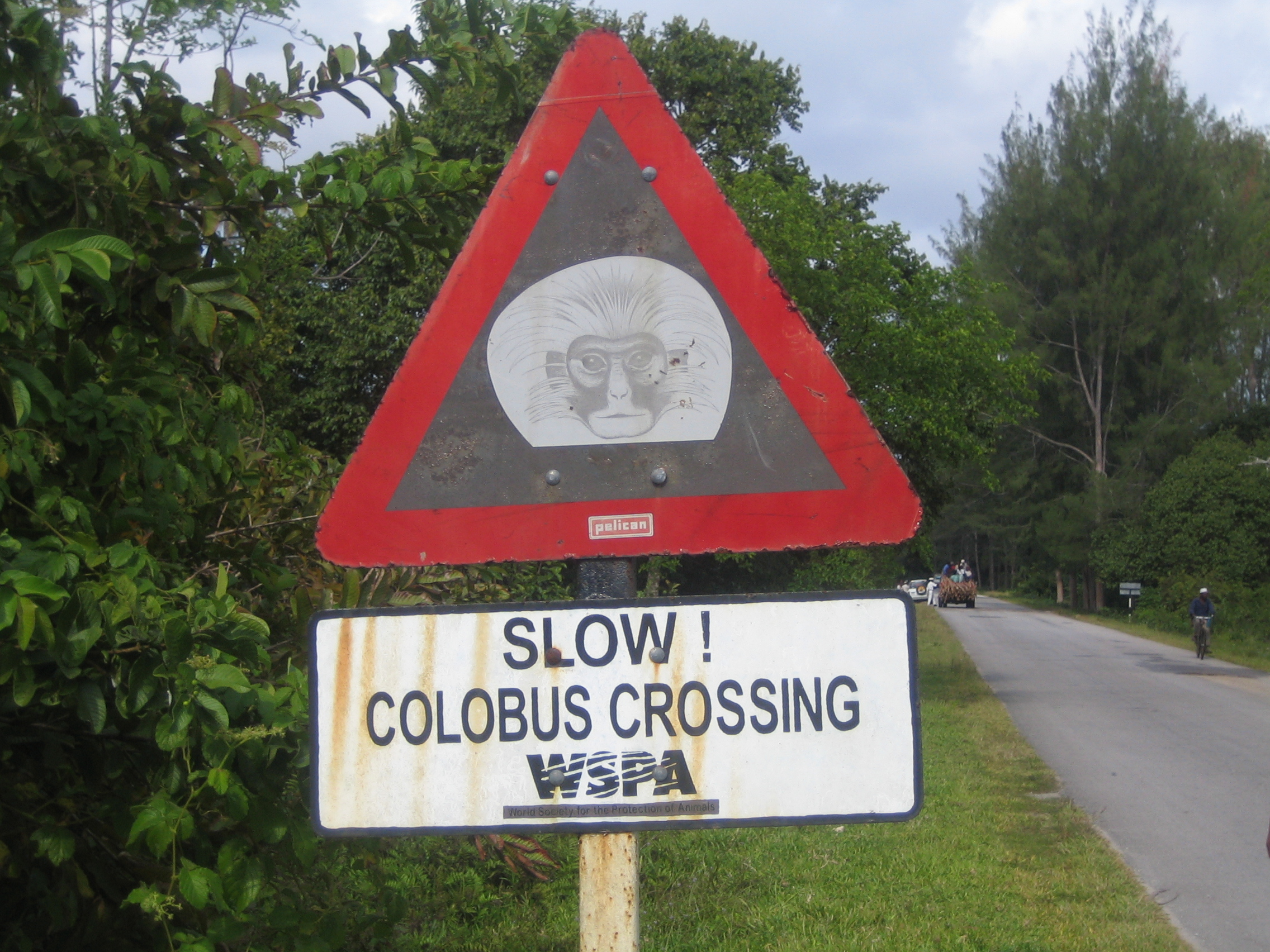
Panneau de signalisation sur une route de l'archipel.

Pour remédier au déclin de la population, plusieurs essais ont eu lieu pour les protéger. En 1974, quinze spécimens (cinq mâles et dix femelles) provenant de la forêt de Ngezi ont ainsi été déplacés sur l'île Pemba. Néanmoins, 20 ans plus tard, seuls quelques individus ont été retrouvés sur cette île et les scientifiques en ont conclu que si le groupe avait survécu, le nombre de singes n'avait pas évolué. Certains habitants de Pemba sont persuadés que le singe est synonyme de malchance. Cette crainte est peut-être donc une des raisons pour lesquelles la population transférée n'a jamais augmenté. En 1977, 1978 et 1981 plusieurs introductions, au total de 36 colobes roux, dans la réserve naturelle de la forêt de Masingini sont couronnées de succès, avec 60 individus en 1994 et une population toujours observée en 2011.
Il a été adopté depuis le milieu des années 1990 comme espèce porte-drapeau de la conservation de Zanzibar. Il peut également servir d'indicateur d'un écosystème forestier en bonne santé. Quelques tentatives de conservation de l'espèce ont eu lieu sur certaines îles de l'archipel tel que l'île Uzi ou encore l'île Pemba. Ainsi, un projet en partenariat avec le WWF a été mis en place autour de la baie de Menai située à l'ouest de l'île Uzi. La Wildlife Conservation Society (WCS) a également financé plusieurs projets de conservation pour les colobes mais dans les deux cas, aucune action ne visait directement Piliocolobus kirkii.
Il a été suggéré que le meilleur moyen de promouvoir la conservation du Colobe roux de Zanzibar était tout simplement de le faire connaître du public. En effet, ce n'est pas un animal nuisible et il peut au contraire être bénéfique pour l'économie de la région car il attire le tourisme, comme sur l'île Unguja. En outre, il serait nécessaire de désigner et d'établir de vraies zones protégées.